# Jaime Alejandre
Jaime Alejandre (Las Huelgas, Burgos, 31 de marzo de 1963), escritor con más de treinta libros publicados.  Desde 1979 su obra abarca la práctica totalidad de géneros literarios: narrativa (novela, nouvelle, cuento, cuento hiperbreve), poesía, teatro, literatura infantil, ensayo, crítica, opinión, columna periodística, humor y libros de viajes.  Prologuista, crítico literario y columnista de prensa escrita, su obra está recogida en una veintena de antologías y ha sido traducida al árabe y al alemán.  Algunos de sus poemas han sido interpretados en Lengua de Signos Española y ha publicado parte de su obra en Braille y en audiolibros.
Fundador y primer Secretario General del Centro Español de Poetas, Ensayistas y Narradores del PEN Club Internacional (69 Congreso Mundial de Escritores, México 2003).  Ha organizado y coordinado diversos foros de poesía y actividades culturales como «Dos por Uno» (1998-2002), «Poesía en Libertad», «La Sombra o el Exilio», «Poemas en el Rincón del Arte Nuevo» y «Hazversidades poéticas», colección de poesía contemporánea nacida en febrero de 2010, cuya edición dirige y que ha publicado a poetas como Luis Alberto de Cuenca, Elvira Daudet, Enrique Gracia Trinidad, Julio Castelló, Rafael Soler, Carlos Aganzo, José Elgarresta o Jesús Hilario Tundidor entre otros. También es codirector junto a Arturo Gonzalo Aizpiri de la colección de literatura de viajes El Periscopio (en Ediciones Evohé), publicando a autores como Joaquín Dicenta, Ramón de Valle-Inclán, Mary Shelley, Benito Pérez Galdós, Vicente Blasco Ibañez o Concha Espina.
Jaime Alejandre pertenece al Cuerpo Superior de Administradores Civiles del Estado, y ha ocupado numerosos cargos públicos, como Observador de la ONU en Angola o Vicepresidente del Bureau de la Agencia Europea del Medio Ambiente.  Ha trabajado en los ámbitos de la cultura, medio ambiente y desarrollo sostenible, derechos humanos de las personas con discapacidad, y en foros de paz y desarme.

## Libros de Narrativa
- ‘Fugu’ (novela), Ediciones Libertarias, Madrid, 1994 - ISBN 978-84-7683-318-6
- ‘Bulevares’ (cuento), Fundación el Monte, Sevilla, 1997- ISBN 978-84-89777-07-1
- ‘Manual de Historia Prescindible’ (cuento breve), Huerga & Fierro Editores, Madrid, 2007 - ISBN 978-84-89858-05-3
- 'El Alfabeto Matemático' (cuento), Sial, 2000- ISBN 978-84-95498-23-6
- 'Donde sea Lejos' (novela), Huerga & Fierro Editores, Madrid, 2003 -  ISBN 978-84-8374-401-7
- ‘De entre las ruinas’ (relato y poesía), Sial, 2007 - ISBN 978-84-96464-53-7
- ‘El rencor’ (cuento), Ediciones Amargord, 2007 - ISBN 978-84-87302-44-0
- ‘Hacia las sombras’ (novela), Sial, 2009 - ISBN 978-84-95140-77-7
- ‘Owané (la niña que cruzó el río)’ (infantil), Eugenio Cano Editores, 2010 - ISBN 978-84-936709-5-5
- ‘cRuentos’ (cuento breve), Editorial Polibea, Colección La espada en el Ágata, 2015 - ISBN 978-84-86701-88-8
- ‘El cumpleaños’, Ediciones Evohé, Colección Intravagantes, 2015 - ISBN 978-84-15415-77-0
- ‘Buen viaje, compañero’, Ediciones Cinca, 2018 - ISBN 978-84-16668-67-0

## Libros de poesía
- ‘Espectador de mí’, Obra Cultural de la Caja de Ahorros de Palencia, 1987 - DL P-270-1987
- 'Los Héroes Fatales', Libros de Letras, 1998
- ‘Palabras en Desuso’, Huerga & Fierro Editores, Madrid, abril 1998 - ISBN 978-84-89858-96-1
- 'Autorretrato Póstumo', Sial, 2001 - ISBN 978-84-95498-36-6
- ‘Los guerreros de terracota’, Ediciones Smara, 2004 - ISBN 978-84-933429-2-0
- ‘Derrota de regreso’ Huerga & Fierro Editores , 2005 - ISBN 978-84-8374-529-8
- ‘Los versos del Capitán’ (antología de poesía), Editorial Absurda Fábula, 2010 - ISBN 978-84-614-5196-8
- ‘Lo que queda’, Huerga & Fierro Editores, Colección Signos, 2012 - ISBN 978-84-8374-274-7
- ‘Vértigo cotidiano 1979-1981’, Editorial Polibea, Colección El Levitador, 2013 - ISBN 978-84-86701-67-3
- ‘Diccionario de Neoloquismos’, Huerga & Fierro Editores, 2015, ISBN 978-84-944120-4-2
- ‘… y más allá de mi vida’, Editorial Cuadernos del Laberinto, 2016, ISBN 978-84-944752-8-3
- ‘Amor de construcción masiva’, Ediciones Evohé, 2017 - ISBN 978-84-947283-8-9

## Libros de viaje
- ‘El veneno del horizonte’, Ediciones Evohé, 2018 - ISBN 978-84-948307-1-6
- ‘Una acacia en el corazón’, Ediciones Evohé, 2021 - ISBN 978-84-121634-5-2

## Obras de teatro
- ‘Patera-Tierra’ (teatro), Editorial DosSoles, 2007 - ISBN 978-84-96606-25-8
- ‘Casa con Jardín’ (teatro), Editorial DosSoles, 2007 - ISBN 978-84-96606-25-8

## Premios literaros
- Premio Provincia de Guadalajara de poesía 2010
- Accésit Premio Internacional Laureá Mela 2003 de poesía.
- Premio Internacional de Narrativa de la Sociedad Internacional de Amigos de la Literatura, 2000.
- Premio Internacional de Poesía (accésit) de la Sociedad Internacional de Amigos de la Literatura, 2000.
- Premio de Narración corta Ariadna 2000.
- Premio extraordinario en el Concurso Internacional de Poesía ‘Jorge Manrique’ 1986.
- Ayuda a la Creación Literaria (novela) 1988 del Ministerio de Cultura.
- Accésit del IV Premio ‘Alberto Lista’ de Narraciones Breves, Sevilla, 1996.
- Finalista Seleccionado en el XLIV Premio Adonais de Poesía, 1990 con el libro 'Regreso a Solitud'.
- Finalista seleccionado en el Premio Rafael Alberti (Edición Centenario, 2002) con el libro ‘Los Guerreros de Terracota’
- Accésit en los Premios de Poesía ‘Juan Ramón Jiménez’, Madrid, 1981 y Editorial Vox, 1981.